# Barsauma

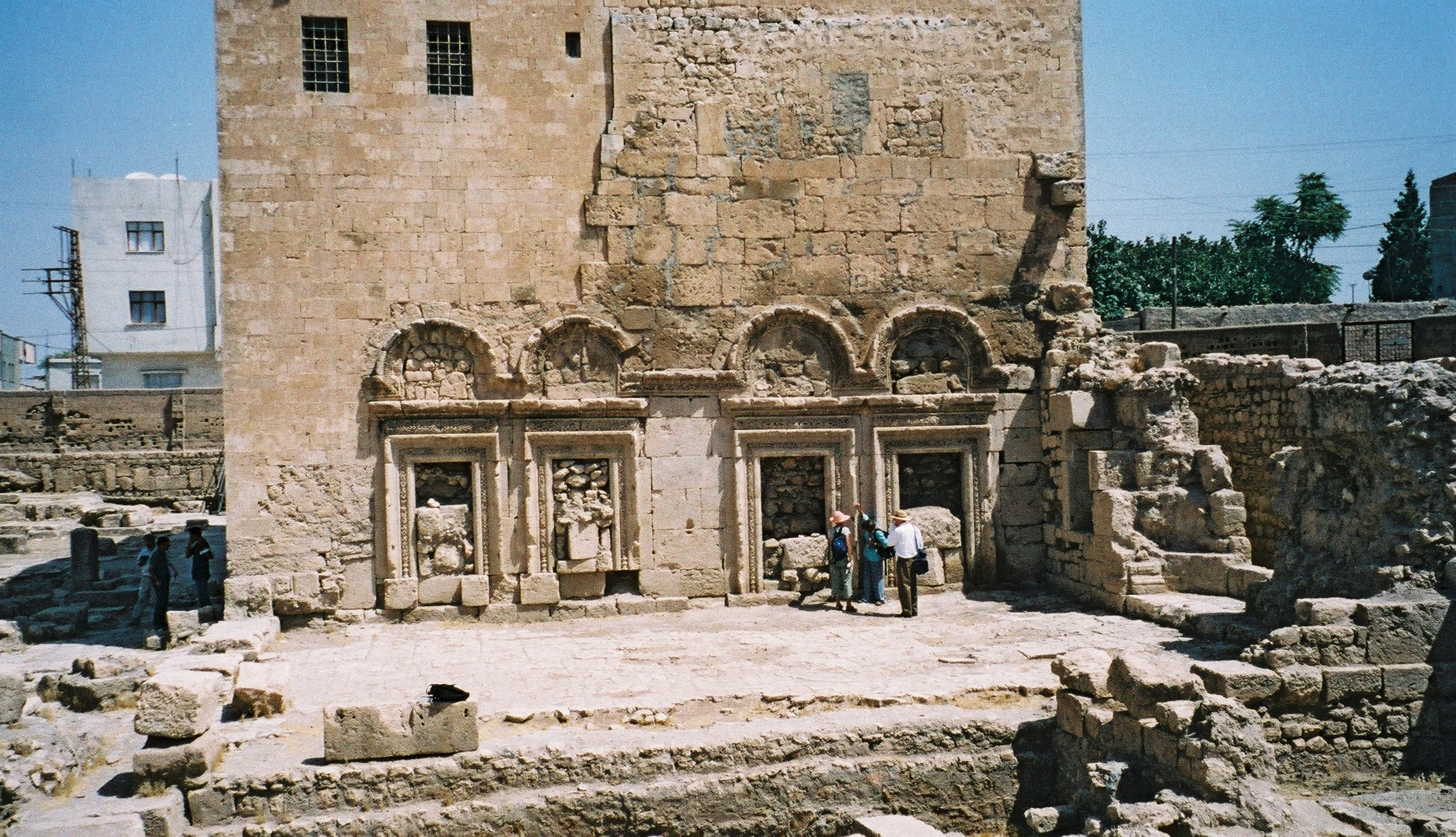
Kościół św. Jakuba w Nisibis.

Barsauma, także Barsuma (aram. ‏ܒܪܨܘܡܐ‎, Barṣaumā) – irański teolog z V wieku, założyciel szkoły w Nisibis, biskup tego miasta w Kościele perskim. Jego prace zachowały się w języku syryjskim.

## Życie
Barṣaumā urodził się około 415 roku w irańskiej rodzinie, która znalazła się w niewoli prawdopodobnie wskutek wojen bizantyjsko-perskich. Jako niewolnik był własnością Syryjczyka, niejakiego Marā z Bēt Kardū. Okoliczności wyzwolenia nie są znane, wiadomo tylko ze źródeł, że „wybił się w szkole Persów“ w Edessie. W tejże szkole miał nawrócić się na chrześcijaństwo. Był uczniem Ibasa, dzięki któremu przyswoił sobie teologię Teodora z Mopsuestii.  
W roku 434 lub 435 Barṣaumā opuścił Edessę i przybył do ojczystego Iranu, gdzie pracował jako kapłan, nauczyciel i teolog. Został wyniesiony do godności biskupa Nisibis prawdopodobnie po roku 450. 
Po śmierci Ibassa w roku 457, w okresie ostrych sporów teologicznych, wielu teologów porzuciło szkołę w Edessie i przeniosło się do Nisibis. Biskup Barṣaumā z pomocą przyjaciela Narsaja (Narsesa), założył w swoim mieście uczelnię, której organizacji poświęcił wiele wysiłku. Sam prowadził w niej zajęcia ze studentami, komentując Pismo Święte. 
Nie wiadomo w jakich okolicznościach Barṣaumā pozyskał względy szacha Peroza I, który zlecał mu zadania polityczne. W jednym z listów Barṣaumā informował katolikosa, że nie mógł przybyć do stolicy, gdyż był zajęty sprawami wielkiej wagi związanymi z ustanowieniem granicy między Rzymianami a Persami; w innym, że uczestniczył w pertraktacjach pokojowych między Iranem a Bizancjum. 
Jako biskup Nisibis, Barṣaumā przejawiał dużą inicjatywę – zwołał kilka lokalnych synodów, uporządkował czytania roku kościelnego; jednak swoją uwagę poświęcał przede wszystkim organizacji i należytemu poziomowi szkoły. Popadł w liczne konflikty ze zwierzchnikami Kościoła perskiego, kolejnymi katolikosami Iranu – Bābajem i Akākiem. Na synodach udawało mu się jednak przekonać innych biskupów do większości swoich poglądów teologicznych i dyscyplinarnych, gdyż miał silne poparcie szacha Peroza. Skandal wywołał, gdy już jako biskup ożenił się z byłą zakonnicą o imieniu Mamai. Synody nie zaakceptowały małżeństw biskupów, choć w jego indywidualnym przypadku wyrażono – już po fakcie – zgodę. 
Badacze datują śmierć Barṣaumy między rokiem 492 a 495.

## Poglądy teologiczne
Barṣaumā był kontynuatorem myśli chrystologicznej Teodora z Mopsuestii i Ibasa z Edessy. Jego poglądy były zbliżone do nestorianizmu, a na pewno wrogie monofizytyzmowi. Odrzucał postanowienia soboru efeskiego i wszystkich następnych, uważał, że nie mają one mocy obowiązującej w Iranie. Wyraził w swoich pismach sprzeciw uczonych perskich wobec teologii bizantyjskiej. Opierał się między innymi na politycznych przesłankach, bo według niego – chrześcijaństwo w Iranie powinno mieć swój inny, różny od bizantyjskiego charakter. Oprócz odrzucania nauki soboru w Efezie, Barṣaumā był na przykład przeciwnikiem celibatu, bronił prawa biskupów do wstępowania w związki małżeńskie. Wbrew perskim obyczajom ostro krytykował tzw. małżeństwa krewniacze, to znaczy małżeństwa między bliskimi krewnymi czy powinowatymi, mocno zakorzenione w kulturze Iranu.

## Dzieła
Barṣaumā był autorem kilku traktatów teologicznych, wielu homilii, hymnów oraz listów. Były one napisane w językach syryjskim oraz pahlawi. Prawie wszystkie zaginęły, ale znamy ich treść z cytatów i omówień u autorów syryjskich oraz z akt synodów perskich. Zachowało się pięć jego listów w języku syryjskim, które prawdopodobnie są przekładami z pahlawi. Był autorem najstarszego znanego statutu chrześcijańskiej uczelni, w którym spisał przepisy regulujące sprawy organizacyjne i zachowanie uczniów szkoły w Nisibis. Dokument zaginął, ale w 496 roku odnaleziono jego fragmenty i na ich podstawie odtworzono „stary statut“.